# محوطه قلعه کوله
محوطه قلعه کوله در شهرستان رضوانشهر، بخش پره سر، روستای رینه واقع شده و این اثر در تاریخ ۲۷ بهمن ۱۳۸۲ با شمارهٔ ثبت ۱۰۹۳۶ به‌عنوان یکی از آثار ملی ایران به ثبت رسیده است.